# Diocesi di Yibin
La diocesi di Yibin (in latino: Dioecesis Siufuana) è una sede della Chiesa cattolica in Cina suffraganea dell'arcidiocesi di Chongqing. La sede è vacante.

## Territorio
La diocesi comprende parte della provincia cinese di Sichuan.
Sede vescovile è la città di Yibin, dove si trova la cattedrale del Santissimo Sacramento.

## Storia
Il vicariato apostolico di Sichuan Meridionale fu eretto il 24 gennaio 1860 con il breve Pastoralis officii di papa Pio IX, ricavandone il territorio dal vicariato apostolico del Sichuan sud-orientale (oggi arcidiocesi di Chongqing).
Il 12 agosto 1910 cedette una porzione del suo territorio a vantaggio dell'erezione del vicariato apostolico del Kienchang (oggi diocesi di Xichang).
Il 3 dicembre 1924 mutò nome in favore di vicariato apostolico di Suifu in forza del decreto Vicarii et Praefecti della Congregazione di Propaganda Fide.
Il 10 luglio 1929 cedette una porzione di territorio a vantaggio dell'erezione della prefettura apostolica di Yazhou (oggi diocesi di Leshan).
L'11 aprile 1946 il vicariato apostolico è stato elevato a diocesi con la bolla Quotidie Nos di papa Pio XII.
Il 16 dicembre 2012 è deceduto Jean Chen Shizhong, vescovo "ufficiale" dal 1985. Il 30 novembre 2011 l'anziano presule aveva ordinato vescovo coadiutore della diocesi Peter Luo Xuegang, in comunione con la Santa Sede, che gli succede nella carica di vescovo ordinario.

## Cronotassi dei vescovi
Si omettono i periodi di sede vacante non superiori ai 2 anni o non storicamente accertati.
- Pierre-Julien Pichon, M.E.P. † (24 gennaio 1860 - 12 marzo 1871 deceduto)
- Jules Lepley, M.E.P. † (22 dicembre 1871 - 6 marzo 1886 dimesso)
- Marc Chatagnon, M.E.P. † (25 gennaio 1887 - 26 novembre 1920 deceduto)
- Jean-Pierre Fayolle, M.E.P. † (26 novembre 1920 succeduto - 19 ottobre 1931 deceduto)
- Louis-Nestor Renault, M.E.P. † (19 ottobre 1931 succeduto - 28 ottobre 1943 deceduto)
- René-Désiré-Romain Boisguérin, M.E.P. † (10 gennaio 1946 - 13 febbraio 1998 deceduto)
  - Sede vacante
  - Wang Ju-guang † (1959 consacrato - 1977 deceduto)
  - John Chen Shizhong † (14 giugno 1985 consacrato - 16 dicembre 2012 deceduto)
  - Peter Luo Xuegang, succeduto il 16 dicembre 2012

## Statistiche
Secondo alcune statistiche riportate dall'Agenzia Fides, nel 2011 la diocesi contava oltre 35.000 fedeli, 7 sacerdoti, 10 religiose e 20 parrocchie e stazioni missionarie.